# Szagos tejelőgomba
A szagos tejelőgomba vagy csúcsoskalapú tejelőgomba (Lactarius mammosus) a galambgombafélék családjába tartozó, Európában és Észak-Amerikában honos, fenyvesekben élő, nem ehető gombafaj.

## Megjelenése
A szagos tejelőgomba kalapja 3-9 (11) cm széles, alakja kezdetben domború, széle begöngyölt, majd laposan vagy bemélyedően kiterül, közepén többnyire kis púppal; széle ilyenkor már egyenes. Felszíne száraz, szálas-pikkelykés. Színe kékesszürke, szürkésbarna, sötétbarna vagy sötét szürkésbarna, néha lilás-rózsaszínes árnyalattal. Idősen sárgásan fakul.
Húsa vastag, kemény, törékeny; fehér színű, a kalapbőr alatt sötétebb, a tönkben vöröses. Sérülésre fehér tejnedvet ereszt, amely nem levegőn nem vált színt és csípős, keserű ízű. Szaga kellemes, kókuszos, néha ánizsszerű; íze égetően csípős és keserű. 
Sűrű lemezei tönkhöz nőttek vagy kissé lefutók. Színük fehéres vagy halványsárgás, sérülésre barnul.
Tönkje 3-7 cm magas és 0,8-2 cm vastag. Alakja hengeres, idősen üregesedő. Felülete sima, színe eleinte fehéres, később szürkés vagy sárgásbarna.
Spórapora fehéres vagy krémszínű. Spórája tojásdad, mérete 6,5-9 x 5-6,5 µm.

### Hasonló fajok
A szárnyasspórás tejelőgomba, a gyöngyös tejelőgomba, a mogyoró-tejelőgomba, a vörösbarna tejelőgomba, az illatos tejelőgomba hasonlíthat hozzá.   

## Elterjedése és termőhelye
Európában és Észak-Amerikában honos.  
Fenyvesekben, vegyes erdőkben él, gyakran homokos talajon. Júliustól októberig terem. 

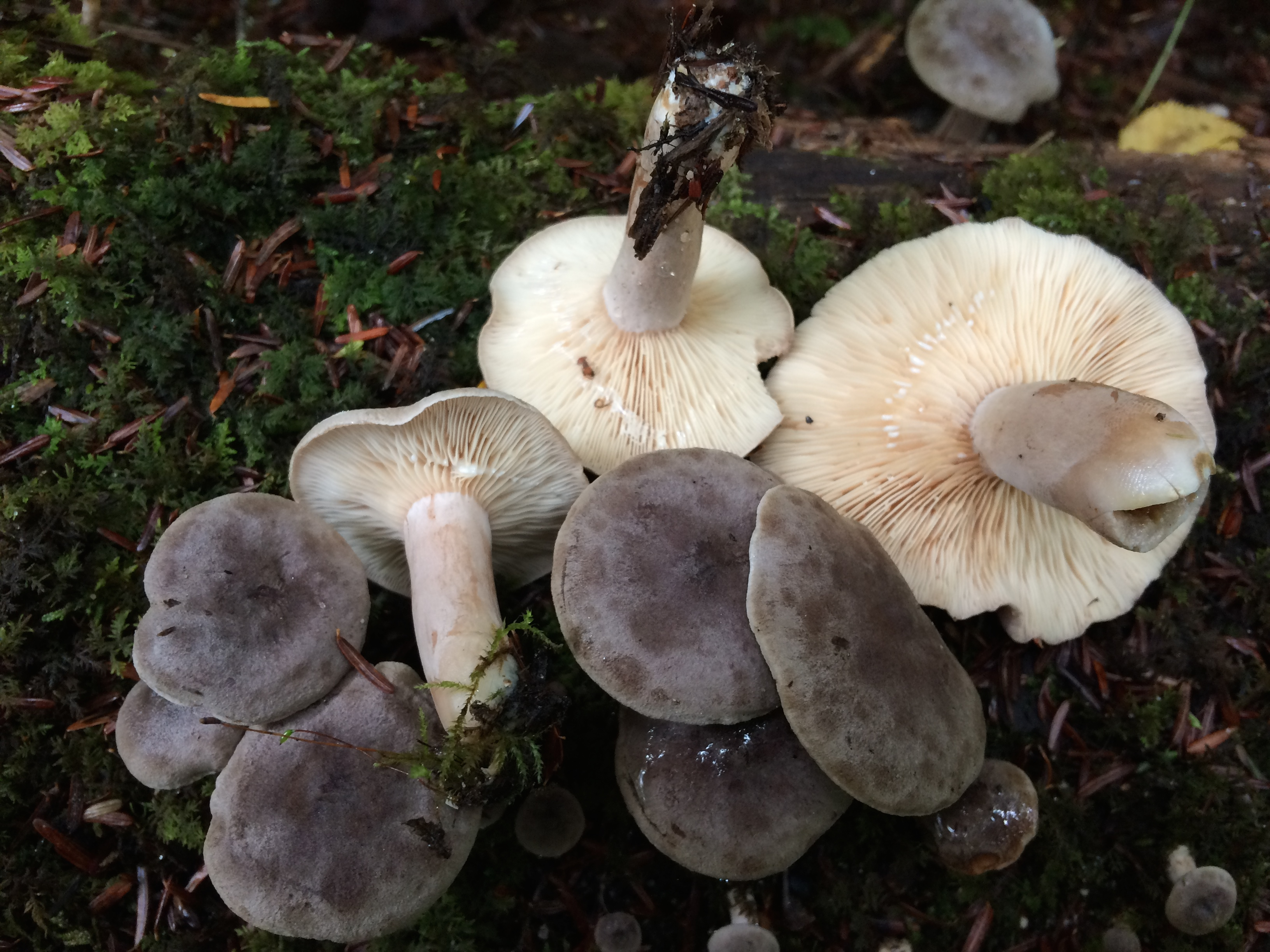
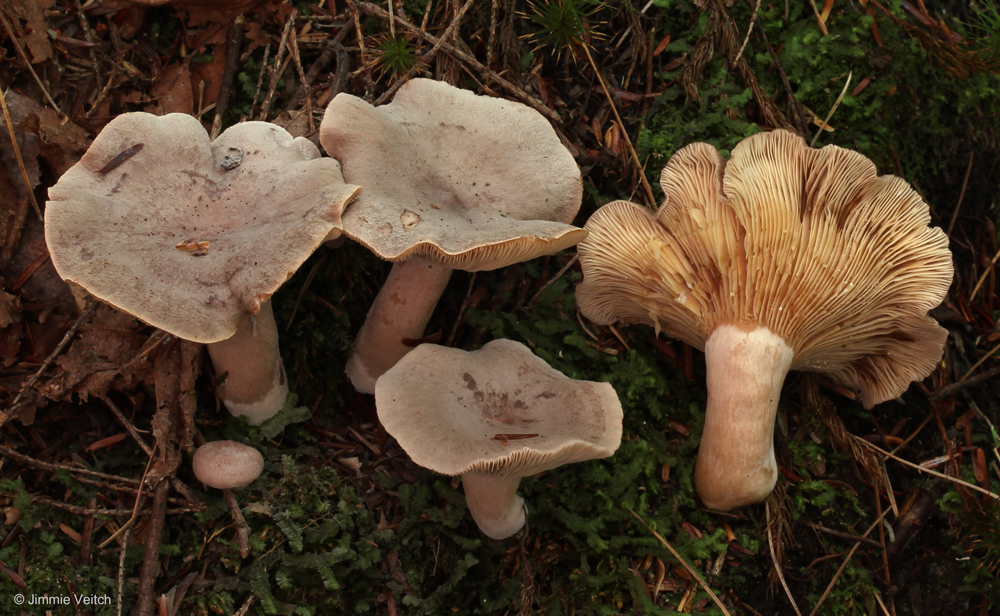
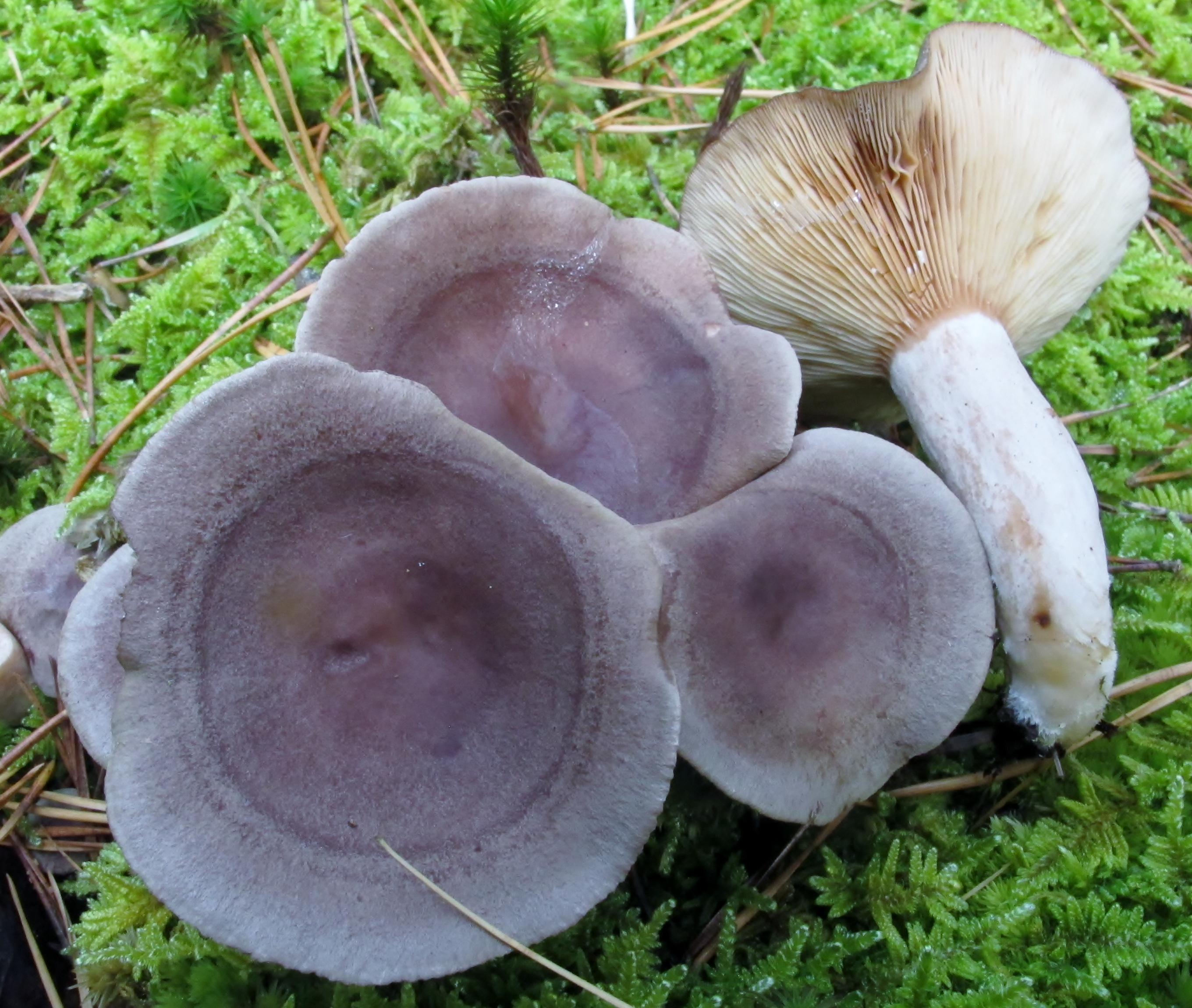
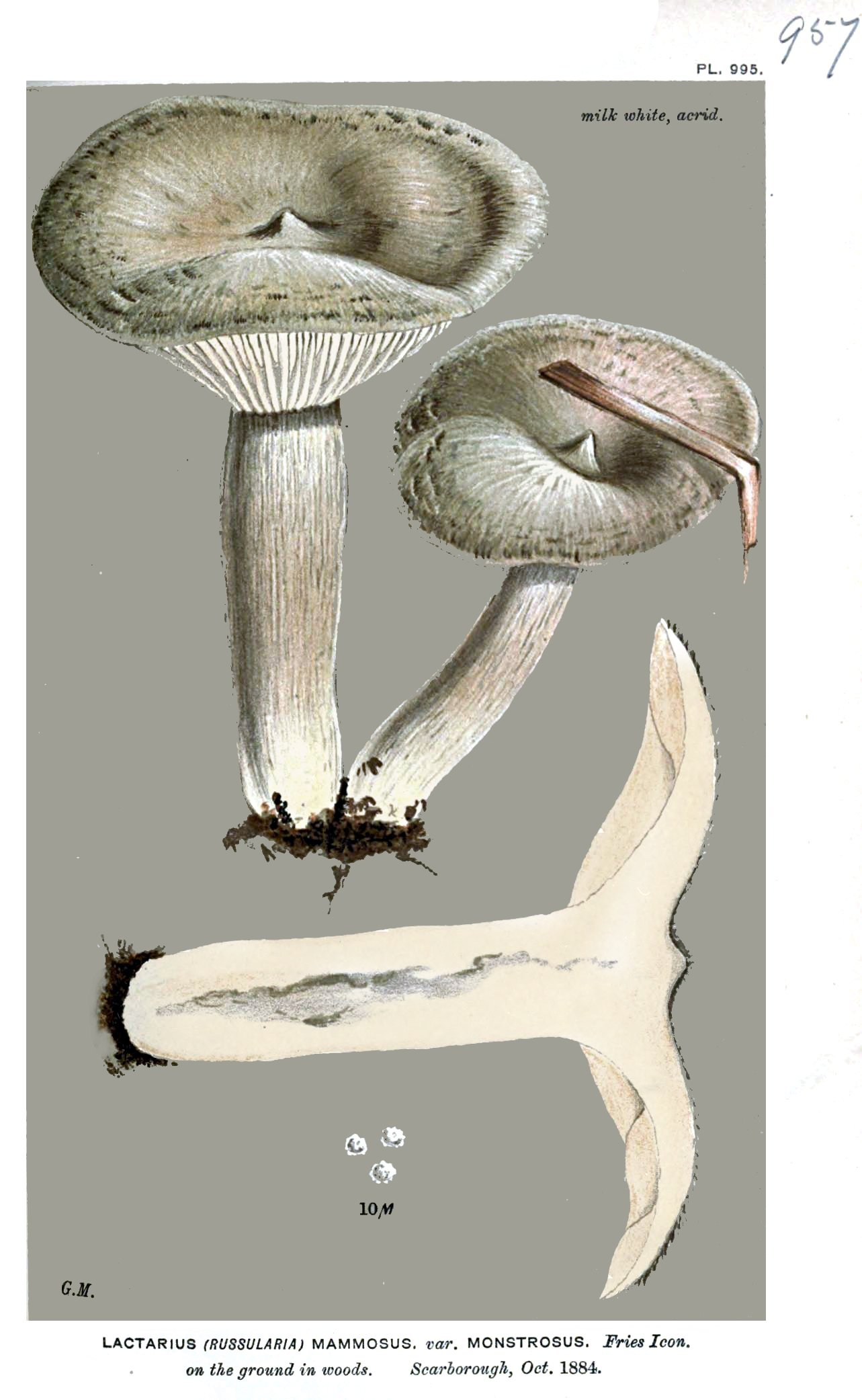
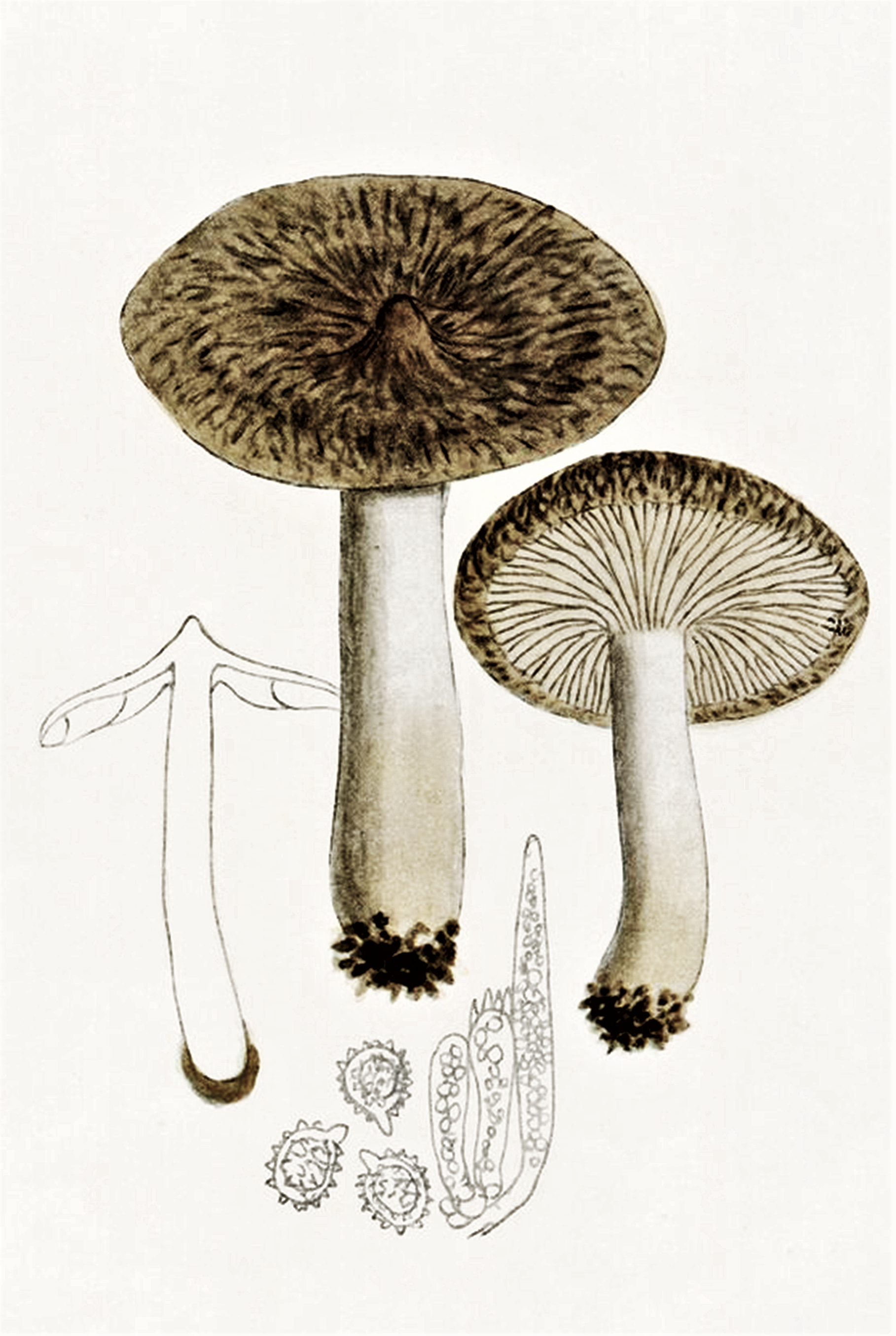

Nem ehető gomba. 